# Уряд Південно-Африканської Республіки
У́ряд Півде́нно-Африка́нської Респу́бліки — вищий орган виконавчої влади Південно-Африканської Республіки.

## Голова уряду
- Президент — Матамела Сиріл Рамафоса (англ. Matamela Cyril Ramaphosa).
- Віцепрезидент — Девід Мабуза (англ. David Mabuza).

## Кабінет міністрів
Склад чинного уряду подано станом на 23 грудня 2015 року.
| Логотип                         | Міністерство                                            | Міністр                                                                | Фото | Час на посаді | Час на посаді | Партія | Партія | Вебсайт |
| ------------------------------- | ------------------------------------------------------- | ---------------------------------------------------------------------- | ---- | ------------- | ------------- | ------ | ------ | ------- |
|                                 | Міністерство базової освіти                             | Матсіє Анджеліна Мотшекга (Matsie Angelina Motshekga)                  |      |               |               |        |        |         |
|                                 | Міністерство вищої та професійної освіти                | Бонгінкосі Еммануель Нзіманде (Bonginkosi Emmanuel «Blade» Nzimande)   |      |               |               |        |        |         |
|                                 | Міністерство внутрішніх справ                           | Малусі Ноулідж Нканьєзі Гігаба (Malusi Knowledge Nkanyezi Gigaba)      |      |               |               |        |        |         |
|                                 | Міністерство вод і санітарії                            | Номвула Моконьяне (Nomvula Mokonyane)                                  |      |               |               |        |        |         |
|                                 | Міністерство державних підприємств                      | Лінн Браун (Lynne Brown)                                               |      |               |               |        |        |         |
|                                 | Міністерство державної безпеки                          | Девід Мбангінсені Малобо (David Mbanginseni Mahlobo)                   |      |               |               |        |        |         |
|                                 | Міністерство державної служби та управління             | Нгоако Раматлоді (Ngoako Ramatlhodi)                                   |      |               |               |        |        |         |
|                                 | Міністерство екології                                   | Бомо Една Молева (Bomo Edna Molewa)                                    |      |               |               |        |        |         |
|                                 | Міністерство економічного розвитку                      | Ебархім Пател (Ebrahim Patel)                                          |      |               |               |        |        |         |
|                                 | Міністерство енергетики                                 | Тіна Джоемат-Петтерссон (Tina JOEMAT-Pettersson)                       |      |               |               |        |        |         |
|                                 | Міністерство житла                                      | Ліндіве Нонкеба Сісулу (Lindiwe Nonceba Sisulu)                        |      |               |               |        |        |         |
|                                 | Міністерство житлово-комунального господарства          | Тембелані Нксесі (Thembelani «Thulas» Nxesi)                           |      |               |               |        |        |         |
|                                 | Міністерство зв'язку                                    | Фейс Мутамбі (Faith Muthambi)                                          |      |               |               |        |        |         |
|                                 | Міністерство мистецтв і культури                        | Нкосінаті Еммануель Мтетва (Nkosinathi Emmanuel «Nathi» Mthethwa)      |      |               |               |        |        |         |
|                                 | Міністерство міжнародних відносин і співробітництва     | Майті Нкоана-Машабане (Maite Nkoana-Mashabane)                         |      |               |               |        |        |         |
|                                 | Міністерство мінеральних ресурсів                       | Мосебензі Зване (Mosebenzi Zwane)                                      |      |               |               |        |        |         |
|                                 | Міністерство науки і технології                         | Грейс Наледі Мандіса Пандор (Grace Naledi Mandisa Pandor)              |      |               |               |        |        |         |
|                                 | Міністерство оборони та військових ветеранів            | Носівіве Нолутандо Мапіса-Нгакула (Nosiviwe Noluthando Mapisa-Nqakula) |      |               |               |        |        |         |
|                                 | Міністерство охорони здоров'я                           | Пакіше Аарон Мотсоаледі (Pakishe Aaron Motsoaledi)                     |      |               |               |        |        |         |
|                                 | Міністерство поліції                                    | Нкосінаті Нхлеко (Nkosinathi Nhleko)                                   |      |               |               |        |        |         |
|                                 | Міністерство праці                                      | Нелісіве Мілдред Оліфант (Nelisiwe Mildred Oliphant)                   |      |               |               |        |        |         |
|                                 | Міністерство розвитку малого бізнесу                    | Ліндіве Зулу (Lindiwe Zulu)                                            |      |               |               |        |        |         |
|                                 | Міністерство соціального розвитку                       | Батабіле Олів Дламіні (Bathabile Olive Dlamini)                        |      |               |               |        |        |         |
|                                 | Міністерство спорту та рекреації                        | Фікіле Ейпріл Мбалула (Fikile April Mbalula)                           |      |               |               |        |        |         |
|                                 | Міністерство сільського розвитку та земельної реформи   | Гугіль Ернест Нквінті (Gugile Ernest Nkwinti)                          |      |               |               |        |        |         |
|                                 | Міністерство сільського, лісового і рибного господарств | Сензені Зоквана (Senzeni Zokwana)                                      |      |               |               |        |        |         |
|                                 | Міністерство телекомунікацій і пошти                    | Сіябонга Кипріан Квеле (Siyabonga Cyprian Cwele)                       |      |               |               |        |        |         |
|                                 | Міністерство торгівлі та промисловості                  | Едмунд Гайдн Девіс (Edmund Haydn Davies)                               |      |               |               |        |        |         |
|                                 | Міністерство транспорту                                 | Елізабет Діпуо (Elizabeth Dipuo Peters)                                |      |               |               |        |        |         |
|                                 | Міністерство туризму                                    | Дерек Андре Ганеком (Derek Andre Hanekom)                              |      |               |               |        |        |         |
|                                 | Міністерство у справах спільного врядування і традицій  | Девід Дуглас ван Руєн (David Douglas van Rooyen)                       |      |               |               |        |        |         |
|                                 | Міністерство у справах шляхів та перевезень             | Чарльз Нгакула (Charles Nqakula)                                       |      |               |               |        |        |         |
|                                 | Міністерство фінансів                                   | Правін Джамнадас Гордан (Pravin Jamnadas Gordhan)                      |      |               |               |        |        |         |
|                                 | Міністерство юстиції та конституційного розвитку        | Майкл Масута (Michael Masutha)                                         |      |               |               |        |        |         |
|                                 | Міністр у справах президента                            | Джеффрі Тамсанка Радібі (Jeffrey Thamsanqa Radebe)                     |      |               |               |        |        |         |
| Сьюзен Шабангу (Susan Shabangu) | Міністр у справах президента                            |                                                                        |      |               |               |        |        |         |